# Les Hogues
 Les Hogues  là một xã thuộc tỉnh Eure trong vùng Normandie miền bắc nước Pháp.